# 全日本指定自動車教習所協会連合会
一般社団法人全日本指定自動車教習所協会連合会（いっぱんしゃだんほうじん ぜんにほんしていじどうしゃきょうしゅうじょきょうかいれんごうかい）は、自動車教習水準の向上と法定講習の実施事業などを行っており、指定自動車教習所で構成される業界団体。略称は「全指連」（ぜんしれん）。元警察庁所管。

## 会員
都道府県を単位とする「指定自動車教習所協会」が組織されている。
各都道府県協会は、全国10のブロック（北海道地区、東北地区、東京地区、関東東地区、関東西地区、中部地区、近畿地区、中国地区、四国地区、九州地区）による地区連合会を形成している。これは、指定自動車教習所が警察庁・公安委員会の指導を受けていることから、警察庁の管区に相当する組織を作ったものとみられる。なお、各地区連の会長が、全指連の副会長に就くこととなっている。
- 北海道指定自動車教習所協会
- 青森県指定自動車教習所協会
- 岩手県指定自動車教習所協会
- 宮城県指定自動車教習所協会
- 秋田県指定自動車教習所協会
- 山形県指定自動車教習所協会
- 福島県指定自動車教習所協会
- 茨城県指定自動車教習所協会
- 栃木県指定自動車教習所協会
- 群馬県指定自動車教習所協会
- 東京指定自動車教習所協会
- 埼玉県指定自動車教習所協会
- 千葉県指定自動車教習所協会
- 神奈川県指定自動車教習所協会
- 山梨県指定自動車教習所協会
- 新潟県指定自動車教習所協会
- 長野県指定自動車教習所協会
- 静岡県指定自動車教習所協会
- 富山県指定自動車教習所協会
- 石川県指定自動車教習所協会
- 福井県指定自動車教習所協会
- 岐阜県指定自動車教習所協会
- 愛知県指定自動車教習所協会
- 三重県指定自動車教習所協会
- 滋賀県指定自動車教習所協会
- 奈良県指定自動車教習所協会
- 京都府指定自動車教習所協会
- 大阪自動車学校協会
- 兵庫県指定自動車教習所協会
- 和歌山県指定自動車教習所協会
- 鳥取県指定自動車教習所協会
- 島根県指定自動車教習所協会
- 岡山県指定自動車教習所協会
- 広島県指定自動車教習所協会
- 山口県指定自動車教習所協会
- 徳島県指定自動車教習所協会
- 香川県指定自動車教習所協会
- 愛媛県指定自動車教習所協会
- 高知県指定自動車教習所協会
- 福岡県指定自動車教習所協会
- 佐賀県指定自動車教習所協会
- 長崎県指定自動車教習所協会
- 熊本県指定自動車教習所協会
- 大分県指定自動車教習所協会
- 宮崎県指定自動車教習所協会
- 鹿児島県指定自動車教習所協会
- 沖縄県指定自動車教習所協会

## 備考
- 収益のうち2割弱が加盟会員教習所からの会費。8割が刊行物等の販売によるものである。
- 指定自動車教習所の学科教習で使用される「応急救護処置」の教本、および高齢者講習で使用されるテキスト「高齢者の安全運転」は、事実上その制作、出版について民間出版社による参入が認められていないので市場の独占状態となっている。
- 運転免許の更新時講習で受講者が購入することになっている「交通の教則」の発行にも関わっている。
- 内閣府（警察庁、国家公安委員会）の所管であるため、会長、専務理事、事務局長等の要職は警察庁または警視庁からの天下り先となっている。
- 6月25日を「指定自動車教習所の日」と定めているが、これは「625（無事故）」の語呂合わせである。
- 機関誌「月刊自動車学校」を刊行している。
- 通常総会は年2回（3月、11月）実施されている。特に11月の総会は東京都千代田区の九段会館で行われ、全国の自動車教習所およびその職員の表彰を行うなどの一大イベントとなっている（通称「全国大会」）。会計年度は、毎年4月1日より翌年3月31日まで。
- 国会議員を顧問として迎えている場合が多い。平成16年時点の顧問は、野中広務衆議院議員（当時）。

## 教本
- 応急救護処置 教習生用
- 応急救護処置 指導員用
- 高齢者の安全運転

## かつての教本
- 安全運転の知識
  - 2011年から学科教本 統合版に統一された

## 刊行物
- 交通の教則
- みんなを守る安全運転
- いつまでも安全運転を続けるために
- 月刊誌 「自動車学校」
- 高速道路の 正しい走り方